# لکانتو
لکانتو (به انگلیسی: Lecanto) یک منطقهٔ مسکونی در ایالات متحده آمریکا است که در شهرستان سیتروس، فلوریدا واقع شده‌است. لکانتو ۶۹٫۷۸ کیلومتر مربع مساحت و ۵٬۸۸۲ نفر جمعیت دارد و ۱۴ متر بالاتر از سطح دریا واقع شده‌است.